# Stasera sì
Stasera sì è stato un programma televisivo italiano di genere varietà andato in onda in una edizione e nove puntate dal 24 ottobre al 19 dicembre 1971 sul Secondo Programma della Rai.

## Caratteristiche
Scritto da Leo Chiosso e Gustavo Palazio, diretto da Carla Ragionieri e condotto dal Quartetto Cetra con Cochi e Renato, lo spettacolo in linea di massima seguiva la falsariga del precedente Jolly, dove il Quartetto si esibiva sempre in numeri musicali da soli o coadiuvati dagli ospiti. In questo caso, prima della sigla di apertura, ciascun componente del gruppo si rivolgeva direttamente a uno spettatore o spettatrice pronunciando il titolo stesso della trasmissione, esplorando oltre a stili e generi musicali differenti, anche tematiche per loro inconsuete.
La scenografia, firmata da Filippo Corradi Cervi, come nello show precedente si contraddistingueva per l'assenza di barriere tra i conduttori, gli ospiti e il pubblico in studio, ed era composta da un grande spazio circolare centrale sormontato da quattro cerchi concentrici sul soffitto, di colore rosso bordato di giallo, circondato da piccoli spazi circolari dove trovavano posto gli strumenti, gli ospiti e il pubblico.
Tra i numerosi ospiti della trasmissione, si segnalano Ric e Gian, l'Equipe 84, Jimmy Fontana, Marisa Sacchetto, Fausto Leali, Aroldo Tieri e Giuliana Lojodice, Lino Patruno, I Vocalmen, Aldo Fabrizi, Orietta Berti, Nando Gazzolo, Gisella Boni, Loretta e Daniela Goggi, Renato Rascel.
La trasmissione è ricordata anche per lo spiacevole episodio, avvenuto dopo la settima puntata, quando il gruppo presentò il brano Angela, dedicato ad Angela Davis. Dopo la fine della trasmissione, ridussero la collaborazione con la Rai, tornando a condurre uno show di prima serata due anni dopo, nell'aprile del 1973, con L'occasione.

## Sigle
Le sigle, cantate dal Quartetto Cetra, erano Stasera si di apertura, e Chissà come farà (ovvero: lui conosce la musica) di chiusura, già utilizzata sei mesi prima in un'edizione della trasmissione radiofonica Gran varietà, dove erano ospiti fissi.
Le migliori esibizioni della trasmissione furono raccolte nel 2010 in un DVD, intitolato Stasera sì – Lezioni di storia e grandi comici, distribuito soltanto nelle edicole. La piattaforma Rai Play non ha ancora reso disponibili in streaming le puntate integrali.